# Copa Libertadores 1986
W dwudziestej siódmej edycji Copa Libertadores udział wzięło 19 klubów reprezentujących wszystkie kraje zrzeszone w CONMEBOL oprócz Wenezueli. Każde z 9 państw wystawiło po 2 kluby, nie licząc broniącego tytułu argentyńskiego klubu Argentinos Juniors, który awansował do półfinału bez gry.
Argentinos Juniors nie tylko nie zdołał obronić tytułu, ale nawet nie dotarł do finału, przegrywając w półfinale z krajowym rywalem – River Plate. W finale River Plate po dwóch jednobramkowych zwycięstwach pokonał rewelacyjny kolumbijski klub América Cali, który drugi raz z rzędu znalazł się w finale Pucharu Wyzwolicieli.
W pierwszym etapie 18 klubów podzielono na 5 grup – pierwsze 4 po 4 drużyny. W grupie piątej dwa kluby paragwajskie miały się zmierzyć z klubami wenezuelskimi. Ponieważ kluby wenezuelskie wycofały się, para klubów z Paragwaju rozegrała ze sobą dwa mecze. Z każdej grupy do następnej rundy awansował tylko zwycięzca. Jako szósty klub do półfinału awansował broniący tytułu Argentinos Juniors.
W następnej, półfinałowej rundzie, 6 klubów podzielono na 2 grupy liczące po 3 drużyny. Do finału awansowali zwycięzcy obu grup.
Obok klubu América Cali znakomicie spisał się ekwadorski klub Barcelona SC, który w fazie grupowej wyeliminował kluby z Brazylii. Słabo spisały się kluby peruwiańskie, które nie potrafiły sobie porawdzić z drużynami z Boliwii. Zaskakująco słaby występ zaliczył słynny urugwajski klub CA Peñarol, który w sześciu meczach zdołał zdobyć zaledwie 1 punkt.

## 1/4 finału

### Grupa 1Argentyna,Urugwaj
| 09.07 Montevideo Wanderers – CA Peñarol 3:1 - Enrique Báez, Walter Pelletti, Claudio Pino – Diego Aguirre                                                        |
| 09.07 Boca Juniors – River Plate 1:1 - Alfredo Óscar Graciani – Raúl Roque Alfaro                                                                                |
| 16.07 Montevideo Wanderers – River Plate 0:2 - Antonio Alzamendi (2)                                                                                             |
| 17.07 CA Peñarol – Boca Juniors 1:2 - Fernando Morena – Carlos Daniel Tapia, Alfredo Óscar Graciani                                                              |
| 23.07 Montevideo Wanderers – Boca Juniors 2:0 - Pablo Javier Bengoechea, Enrique Báez                                                                            |
| 24.07 CA Peñarol – River Plate 0:2 - Ramón Miguel Centurión (2)                                                                                                  |
| 29.07 CA Peñarol – Montevideo Wanderers 0:1 - Pablo Javier Bengoechea                                                                                            |
| 01.08 Boca Juniors – CA Peñarol 1:1 - Jorge Roberto Rinaldi – Daniel Vidal                                                                                       |
| 06.08 River Plate – CA Peñarol 3:1 - Ramón Miguel Centurión, Héctor Adolfo Enrique, Norberto Osvaldo Alonso – Diego Aguirre                                      |
| 07.08 Boca Juniors – Montevideo Wanderers 3:2 - Alfredo Óscar Graciani, Milton José Melgar, Enrique Óscar Hrabina – Walter Pelletti, Luis Noé                    |
| 14.08 River Plate – Montevideo Wanderers 4:2 - Norberto Osvaldo Alonso (2), Antonio Alzamendi, Ramón Miguel Centurión – Pablo Javier Bengoechea, Walter Pelletti |
| 20.08 River Plate – Boca Juniors 1:0 - Antonio Alzamendi |

| Klub                 | Mecze | Zw | Rem | Por | Pkt | BrZd | BrStr |
| -------------------- | ----- | -- | --- | --- | --- | ---- | ----- |
| River Plate          | 6     | 5  | 1   | 0   | 11  | 13   | 4     |
| Montevideo Wanderers | 6     | 3  | 0   | 3   | 6   | 10   | 10    |
| Boca Juniors         | 6     | 2  | 2   | 2   | 6   | 7    | 8     |
| CA Peñarol           | 6     | 0  | 1   | 5   | 1   | 4    | 12    |

### Grupa 2Boliwia,Peru
| 27.04 Universitario de Deportes – UTC Cajamarca 2:0 - S. Cruz s, Eduardo Rey Muñoz                                  |
| 27.04 Club Bolívar – Club Jorge Wilstermann 2:0 - Céspedes, Fernando Salinas                                        |
| 10.05 Club Jorge Wilstermann – Universitario de Deportes 4:0 - Juan Carlos Sánchez (4)                              |
| 11.05 Club Bolívar – UTC Cajamarca 2:1 - Roberto Pérez, Carlos Fernando Borja – S. Cruz                             |
| 13.05 Club Bolívar – Universitario de Deportes 4:0 - Fernando Salinas (2), Roberto Pérez, Luis Abdeneve             |
| 14.05 Club Jorge Wilstermann – UTC Cajamarca 2:0 - Juan Carlos Sánchez, Freddy Salguero                             |
| 18.05 UTC Cajamarca – Universitario de Deportes 1:3 - La Torre – Juan Caballero (3)                                 |
| 18.05 Club Jorge Wilstermann – Club Bolívar 1:2 - Juan Carlos Sánchez – Fernando Salinas (2)                        |
| 21.05 Universitario de Deportes – Club Bolívar 3:0 - Juan Caballero, Eduardo Rey Muñoz, Jaime Drago                 |
| 24.05 UTC Cajamarca – Club Bolívar 2:2 - A. Ramírez, Moreno – Carlos López, Fernando Salinas                        |
| 25.05 Universitario de Deportes – Club Jorge Wilstermann 1:2 - Juan Carlos Cabanillas – Zárate, Juan Carlos Sánchez |
| 28.05 UTC Cajamarca – Club Jorge Wilstermann 3:2 - Portilla (2), José Anselmo Soto – Almada, Juan Carlos Sánchez    |

| Klub                      | Mecze | Zw | Rem | Por | Pkt | BrZd | BrStr |
| ------------------------- | ----- | -- | --- | --- | --- | ---- | ----- |
| Club Bolívar              | 6     | 4  | 1   | 1   | 9   | 12   | 7     |
| Club Jorge Wilstermann    | 6     | 3  | 0   | 3   | 6   | 11   | 8     |
| Universitario de Deportes | 6     | 3  | 0   | 3   | 6   | 9    | 11    |
| UTC Cajamarca             | 6     | 1  | 1   | 4   | 3   | 7    | 13    |

### Grupa 3Brazylia,Ekwador
| 20.04 Barcelona SC – Deportivo Quito 3:3 - Severino Vasconcelos, Carlos Humberto Caszely, Lupo Cenén Quiñónez – Juan Carlos De Lima (2), Juan Yépez |
| 25.04 Barcelona SC – Coritiba FBC 1:1 - Severino Vasconcelos – Geraldo                                                                              |
| 29.04 Deportivo Quito – Coritiba FBC 2:1 - Juan Carlos De Lima (2) – Indio                                                                          |
| 01.05 Barcelona SC – Bangu AC 1:0 - Severino Vasconcelos                                                                                            |
| 06.05 Deportivo Quito – Bangu AC 3:1 - Juan Carlos De Lima (2), Juan Yépez – Marinho                                                                |
| 13.05 Bangu AC – Coritiba FBC 1:1 - Jair – Indio |
| 15.07 Bangu AC – Barcelona SC 1:2 - Marinho – Severino Vasconcelos (2)                                                                              |
| 18.07 Coritiba FBC – Barcelona SC 0:0 |
| 22.07 Bangu AC – Deportivo Quito 3:3 - Marcelino, Mario, Nando – Juan Carlos De Lima (3)                                                            |
| 25.07 Coritiba FBC – Deportivo Quito 3:1 - Geraldo (2), Hélcio – D. Pérez                                                                           |
| 29.07 Coritiba FBC – Bangu AC 2:0 - Evandro, Jorge Martínez                                                                                         |
| 29.07 Deportivo Quito – Barcelona SC 0:0 |

| Klub            | Mecze | Zw | Rem | Por | Pkt | BrZd | BrStr |
| --------------- | ----- | -- | --- | --- | --- | ---- | ----- |
| Barcelona SC    | 6     | 2  | 4   | 0   | 8   | 7    | 5     |
| Coritiba FBC    | 6     | 2  | 3   | 1   | 7   | 8    | 5     |
| Deportivo Quito | 6     | 2  | 3   | 1   | 7   | 12   | 11    |
| Bangu AC        | 6     | 0  | 2   | 4   | 2   | 6    | 12    |

### Grupa 4Chile,Kolumbia
| 12.03 América Cali – Deportivo Cali 0:0                                                                  |
| 18.03 América Cali – CD Cobresal 0:0                                                                     |
| 21.03 Deportivo Cali – CD Cobresal 1:1 - Miguel Oswaldo González – Nelson Pedetti                        |
| 26.03 CD Cobresal – CD Universidad Católica 1:1 - Luis Valenzuela – Pablo Yoma                           |
| 01.04 América Cali – CD Universidad Católica 2:1 - Ricardo Alberto Gareca, Willington Ortiz – Luis Pérez |
| 04.04 Deportivo Cali – CD Universidad Católica 3:1 - Miguel Oswaldo González (3) – Miguel Ángel Neira    |
| 09.04 CD Universidad Católica – CD Cobresal 0:1 - Manuel Pedreros                                        |
| 10.04 Deportivo Cali – América Cali 0:1 - Ricardo Alberto Gareca                                         |
| 15.04 CD Universidad Católica – Deportivo Cali 1:3 - Juan Ramón Isasi – Sergio Angulo (2), Ferreira      |
| 18.04 CD Cobresal – América Cali 2:2 - Carlos Solar, Nelson Pedetti – Juan Manuel Battaglia (2)          |
| 22.04 CD Cobresal – Deportivo Cali 1:1 - Sergio Salgado – Sergio Angulo                                  |
| 25.04 CD Universidad Católica – América Cali 1:3 - Luis Pérez – Willington Ortiz (2), Horman s           |

| Klub                    | Mecze | Zw | Rem | Por | Pkt | BrZd | BrStr |
| ----------------------- | ----- | -- | --- | --- | --- | ---- | ----- |
| América Cali            | 6     | 3  | 3   | 0   | 9   | 8    | 4     |
| Deportivo Cali          | 6     | 2  | 3   | 1   | 7   | 8    | 5     |
| CD Cobresal             | 6     | 1  | 5   | 0   | 7   | 6    | 5     |
| CD Universidad Católica | 6     | 0  | 1   | 5   | 1   | 5    | 13    |

### Grupa 5Paragwaj,Wenezuela
| 07.08 Club Olimpia – Club Nacional 3:1 - Gustavo Adolfo Benítez, Rafael Bobadilla, Evaristo Isasi – Almada |
| 13.08 Club Nacional – Club Olimpia 1:2 - Martínez – Osvaldo Pangrazio, Rafael Bobadilla                    |
| Kluby reprezentujące Wenezuelę ( Estudiantes Mérida oraz Táchira San Cristóbal) wycofały się               |

| Klub          | Mecze | Zw | Rem | Por | Pkt | BrZd | BrStr |
| ------------- | ----- | -- | --- | --- | --- | ---- | ----- |
| Club Olimpia  | 2     | 2  | 0   | 0   | 4   | 5    | 2     |
| Club Nacional | 2     | 0  | 0   | 2   | 0   | 2    | 5     |

### Obrońca tytułu
| Argentinos Juniors jako obrońca tytułu awansował do 1/2 finału bez gry |

## 1/2 finału

### Grupa 1
| 04.09 Argentinos Juniors – River Plate 0:0                                                                                   |
| 11.09 Barcelona SC – Argentinos Juniors 1:0 - Severino Vasconcelos                                                           |
| 16.09 Barcelona SC – River Plate 0:3 - Antonio Alzamendi, Ramón Miguel Centurión, Néstor Raúl Gorosito                       |
| 23.09 River Plate – Barcelona SC 4:1 - Ramón Miguel Centurión (2), Antonio Alzamendi, Hólger Abraham Quiñónez s – G. Vásquez |
| 26.09 River Plate – Argentinos Juniors 0:2 - José Antonio Castro, Mario Hernán Videla                                        |
| 30.09 Argentinos Juniors – Barcelona SC 1:0 - Claudio Daniel Borghi                                                          |

- mecz o pierwsze miejsce z powodu równej liczby punktów

| 04.10 River Plate – Argentinos Juniors 0:0 (dog) - pomimo dogrywki był remis i River Plate awansował do finału dzięki lepszej różnicy bramek |

| Klub               | Mecze | Zw | Rem | Por | Pkt | BrZd | BrStr |
| ------------------ | ----- | -- | --- | --- | --- | ---- | ----- |
| River Plate        | 4     | 2  | 1   | 1   | 5   | 7    | 3     |
| Argentinos Juniors | 4     | 2  | 1   | 1   | 5   | 3    | 1     |
| Barcelona SC       | 4     | 1  | 0   | 3   | 2   | 2    | 8     |

### Grupa 2
| 11.09 Club Olimpia – Club Bolívar 3:1 - Osvaldo Pangrazio, R. Delgado, Rafael Bobadilla – Fernando Salinas |
| 16.09 Club Olimpia – América Cali 1:1 - Osvaldo Pangrazio – Ricardo Alberto Gareca                         |
| 20.09 Club Bolívar – América Cali 2:0 - Jorge Alberto Hirano, Luis Abdeneve                                |
| 24.09 América Cali – Club Bolívar 2:1 - Alexander Escobar, Ricardo Alberto Gareca – Jorge Alberto Hirano   |
| 30.09 Club Bolívar – Club Olimpia 1:1 - Luis Abdeneve – C. Diarte                                          |
| 05.10 América Cali – Club Olimpia 1:0 - Ricardo Alberto Gareca                                             |

| Klub         | Mecze | Zw | Rem | Por | Pkt | BrZd | BrStr |
| ------------ | ----- | -- | --- | --- | --- | ---- | ----- |
| América Cali | 4     | 2  | 1   | 1   | 5   | 4    | 4     |
| Club Olimpia | 4     | 1  | 2   | 1   | 4   | 5    | 4     |
| Club Bolívar | 4     | 1  | 1   | 2   | 3   | 5    | 6     |

## FINAŁ
| América Cali – River Plate 1:2 i 0:1 |
| 22 października 1986 Cali Estadio Pascual Guerrero (50 000) América Cali – River Plate 1:2 (0:2) Sędzia: Juan Daniel Cardellino (Urugwaj) Bramki: 0:1 Juan Gilberto Funes 22, 0:2 Norberto Osvaldo Alonso 25, 1:2 Roberto Cabañas 46 Corporación Deportiva América de Cali: Julio César Falcioni – Hugo Valencia, Enrique Simón Esterilla, Víctor Espinosa, Jorge Armando Porras, Carlos Ischia (Anthony William De Ávila), Sabino Gerardo González Aquino, Roberto Cabañas, Willington Ortiz (Alexander Escobar), Ricardo Alberto Gareca, Juan Manuel Battaglia. Club Atlético River Plate: Nery Alberto Pumpido – Jorge Manuel Gordillo, Nelson Daniel Gutiérrez, Óscar Alfredo Ruggeri, Alejandro Montenegro, Américo Rubén Gallego, Norberto Osvaldo Alonso (Daniel Adolfo Sperandío), Raúl Roque Alfaro (Pedro Antonio Troglio), Héctor Adolfo Enrique, Antonio Alzamendi, Juan Gilberto Funes. |
| 29 października 1986 Buenos Aires Estadio Monumental (74 300) River Plate – América Cali 1:0 (0:0) Sędzia: José Roberto Wright (Brazylia) Bramki: Juan Gilberto Funes 69 Club Atlético River Plate: Nery Alberto Pumpido – Jorge Manuel Gordillo, Nelson Daniel Gutiérrez, Óscar Alfredo Ruggeri, Alejandro Montenegro, Américo Rubén Gallego, Norberto Osvaldo Alonso, Raúl Roque Alfaro (Gómez), Héctor Adolfo Enrique, Antonio Alzamendi (Daniel Adolfo Sperandío), Juan Gilberto Funes. Corporación Deportiva América de Cali: Julio César Falcioni – Hugo Valencia (Anthony William De Ávila), Enrique Simón Esterilla, Víctor Luna, Jorge Armando Porras, Carlos Ischia, Sabino Gerardo González Aquino (Alexander Escobar), Roberto Cabañas, Willington Ortiz, Ricardo Alberto Gareca, Juan Manuel Battaglia.                                                                                 |

## Klasyfikacja
Poniższa tabela ma charakter statystyczny. O kolejności decyduje na pierwszym miejscu osiągnięty etap rozgrywek, a dopiero potem dorobek bramkowo-punktowy. W przypadku klubów, które odpadły w rozgrywkach grupowych o kolejności decyduje najpierw miejsce w tabeli grupy, a dopiero potem liczba zdobytych punktów i bilans bramkowy.
| Poz                                                                     | Klub                      | Mecze | Zw | Rem | Por | Pkt | BrZd | BrStr |
| ----------------------------------------------------------------------- | ------------------------- | ----- | -- | --- | --- | --- | ---- | ----- |
| 1                                                                       | River Plate               | 13    | 9  | 3   | 1   | 21  | 23   | 8     |
| 2                                                                       | América Cali              | 12    | 5  | 4   | 3   | 14  | 13   | 11    |
| 3                                                                       | Club Olimpia              | 6     | 3  | 2   | 1   | 8   | 10   | 6     |
| 4                                                                       | Argentinos Juniors        | 5     | 2  | 2   | 1   | 6   | 3    | 1     |
| 5                                                                       | Club Bolívar              | 10    | 5  | 2   | 3   | 12  | 17   | 13    |
| 6                                                                       | Barcelona SC              | 10    | 3  | 4   | 3   | 10  | 9    | 13    |
| 7                                                                       | Coritiba FBC              | 6     | 2  | 3   | 1   | 7   | 8    | 5     |
| 8                                                                       | Deportivo Cali            | 6     | 2  | 3   | 1   | 7   | 8    | 5     |
| 9                                                                       | Club Jorge Wilstermann    | 6     | 3  | 0   | 3   | 6   | 11   | 8     |
| 10                                                                      | Montevideo Wanderers      | 6     | 3  | 0   | 3   | 6   | 10   | 10    |
| 11                                                                      | Club Nacional             | 2     | 0  | 0   | 2   | 0   | 2    | 5     |
| 12                                                                      | Deportivo Quito           | 6     | 2  | 3   | 1   | 7   | 12   | 11    |
| 13                                                                      | CD Cobresal               | 6     | 1  | 5   | 0   | 7   | 6    | 5     |
| 14                                                                      | Boca Juniors              | 6     | 2  | 2   | 2   | 6   | 7    | 8     |
| 15                                                                      | Universitario de Deportes | 6     | 3  | 0   | 3   | 6   | 9    | 11    |
| 16                                                                      | UTC Cajamarca             | 6     | 1  | 1   | 4   | 3   | 7    | 13    |
| 17                                                                      | Bangu AC                  | 6     | 0  | 2   | 4   | 2   | 6    | 12    |
| 18                                                                      | CD Universidad Católica   | 6     | 0  | 1   | 5   | 1   | 5    | 13    |
| 19                                                                      | CA Peñarol                | 6     | 0  | 1   | 5   | 1   | 4    | 12    |
| Podsumowanie: 65 mecze, w tym 19 remisów, 170 bramek – 2.62 bramek/mecz |                           |       |    |     |     |     |      |       |